# 블라디미르 무라비요프
블라디미르 파블로비치 무라비요프(러시아어: Владимир Павлович Муравьёв, 1959년 9월 30일 ~ )는 전 소련의 단거리달리기 선수로 2개의 하계 올림픽에서 400m 릴레이 금메달을 획득하였다.
카자흐스탄 소비에트 사회주의 공화국 카라간다에서 태어났다. 1980년 모스크바 올림픽에서 무라비요프는 100m 결승전에서 6위를 하다가 200m 예선들에서 물러났으나, 400m 릴레이 팀의 선두 주자로 달리면서 금메달을 따냈다. 1982년 유럽 선수권에서 200m 7위를 하고, 이듬해 세계 육상 선수권 대회에서 200m 준결승전에 도달하고, 동메달을 딴 소련 400m 릴레이 팀의 일원이었다.
1984년 로스앤젤레스 올림픽에 소련의 불참으로 참가를 놓쳤다. 1985년에 열린 유러피언 컵에서 폴란드의 마리안 보로닌에 밀려 2위를 하였으나 릴레이에서 우승하였다. 1986년 유럽 선수권에서 400m 릴레이 금메달을 땄다.
1987년 세계 육상 선수권 대회에서 100m 준준결승전에서 물러났으나, 릴레이에서 3위를 하였다. 1988년 서울 올림픽에 돌아온 그는 예선에서 미국 팀이 탈락한 400m 릴레이에서 8년 만에 2연승을 거두었다.